# Shannonomyia cingara
Shannonomyia cingara är en tvåvingeart som beskrevs av Alexander 1948. Shannonomyia cingara ingår i släktet Shannonomyia och familjen småharkrankar.
Artens utbredningsområde är Peru. Inga underarter finns listade i Catalogue of Life.